# Periodične publikacije
Periodične publikacije (engl. periodicals) su publikacije koje izlaze u više svesaka radi informiranja javnosti o nekoj tematici. Izlaženje im nije vremenski određeno. Zasnivaju se s namerom da izlaze u beskonačnom broju svesaka, a prestaju s izlaženjem zbog različitih razloga (finansijskih, političkih, ličnih). Svaka sveska periodične publikacije je rad više autora. Pripadnost svake pojedinačne sveske određenoj publikaciji je vidljiva u naslovu, sadržaju i spoljašnjem izgledu.
Periodične publikacije su: novine, časopisi, revije i magazini. Novine su publikacije bez korica koje izlaze periodično. Sadrže tekstove različitih oblika i sadržaja. Prema sadržaju koji objavljuju novine delimo na: informativno-politička, zabavno–revijalna, specijalizovana izdanja. Prve nedeljne novine izašle su u Firenci 1597. Prve dnevne novine bile su Daily Courant (London, 1702).
Časopisi su serijske publikacije s koricama koje izlaze u redovnim vremenskim razmacima. Časopisi, za razliku od novina, imaju manje dimenzije, veći broj stranica i korice. Mogu biti: nedeljni, mesečni, dvomesečni, tromesečni, polugodišnji ili godišnji. Časopisi, kao i novine, mogu biti zabavnog, stručnog, umetničkog ili naučnog sadržaja. Razlikuju se opšti ili popularne časopisi namenjeni najširem krugu čitatelja, i specijalizovani časopisi poput književnih i naučnih časopisa koji su namijenjeni posebnom sloju čitatelja.

## Literatura
- Willings Press Guide (134th ed. 3 vol. 2010), comprehensive guide to world press. Vol 1 UK, Vol 2 Europe and Vol 3 World.  1-906035-17-2
- Editor and Publisher International Year Book (90th ed. 2009), comprehensive guide to American newspapers
- Conley, David, and Stephen Lamble. The Daily Miracle: An Introduction to Journalism (3rd изд.). ( 2006), 518pp; global viewpoint
- Harrower, Tim (12. 7. 2007). The Newspaper Designer's Handbook (6th изд.). ISBN 978-0072996692.
- Jones, Alex (2009). Losing the News: The Future of the News That Feeds Democracy. Oxford University Press, USA. ISBN 978-0-19-518123-4.
- Walravens, Hartmut, ed (2004). Newspapers in Central And Eastern Europe. 251pp
- Williams, Kevin (2010). Read All about It!: A History of the British Newspaper. Routledge. ISBN 978-0415346238.